# 다니엘 야신스키
다니엘 야신스키(독일어: Daniel Jasinski, 1989년 8월 5일~)는 독일의 육상 선수로 주 종목은 원반던지기이다. 2016년 하계 올림픽 남자 원반던지기 종목에서 동메달을 획득했다.